# Triangle (métro de Rennes)
Pour les articles homonymes, voir Triangle (homonymie).
Triangle est une station de la ligne A du métro de Rennes, située dans le quartier Torigné à Rennes dans le département français d'Ille-et-Vilaine en région Bretagne.
Mise en service en 2002, elle a été conçue par les cabinets d'architectes Atelier Bernard Kohn et Atelier du Canal.
C'est une station, équipée d'ascenseurs, qui est accessible aux personnes à mobilité réduite.

## Situation sur le réseau
Établie en souterrain (tranchée couverte) sous l'intersection de l'avenue des Pays-Bas et de la rue de Suisse, la station Triangle est située sur la ligne A, entre les stations Italie (en direction de Kennedy) et Le Blosne (en direction de La Poterie).

## Histoire
La station Triangle est mise en service le 15 mars 2002, lors de l'ouverture à l'exploitation de la ligne A. Son nom a pour origine le centre culturel « Le Triangle », situé à proximité. 
La construction de la station débute en 1997, le gros œuvre est terminé à l'été 1999 ; le second œuvre (sols, plafonds, garde-corps, portes palières, etc.) débute dans la foulée et s'achève en février 2002 avec les aménagements de surface,. Le parking relais adjacent ouvre à la même époque.
Elle est réalisée par les architectes des ateliers Bernard Kohn et du Canal, qui ont dessiné une station sur deux niveaux : une salle des billets au niveau -1 et les quais au niveau -2. La verrière au dessus de l'entrée fait entrer la lumière naturelle jusqu'aux quais. Elle est équipée pour permettre son accessibilité aux personnes à mobilité réduite (PMR).
La station a la particularité que l'entrée se fait directement dans la salle des billets, un forum descendant depuis la rue permettant d'y accéder côté ouest. Elle ne compte qu'un seul escalier mécanique.
Elle est la treizième et antépénultième station la plus fréquentée de la ligne A avec un trafic journalier cumulé de près de 7569 montées et descentes en 2009.

## Service des voyageurs

### Accès et accueil
La station est accessible par un forum accessible par deux escaliers, situé sous le niveau du sol, donnant directement dans la salle des billets. Des escaliers relient la salle aux quais et deux ascenseurs relient directement la rue aux quais. Un escalier mécanique permet de rejoindre la salle des billets depuis le quai en direction de La Poterie.
La station est équipée de distribteurs automatiques de titres de transport et de portillons d'accès couplés à la validation d'un titre de transport, opérationnels à partir du 1er décembre 2020 concomitamment au nouveau système billettique, afin de limiter la fraude. La décision de modification a été confirmée lors du conseil du 30 avril 2015 de Rennes Métropole.

Les accès de la station
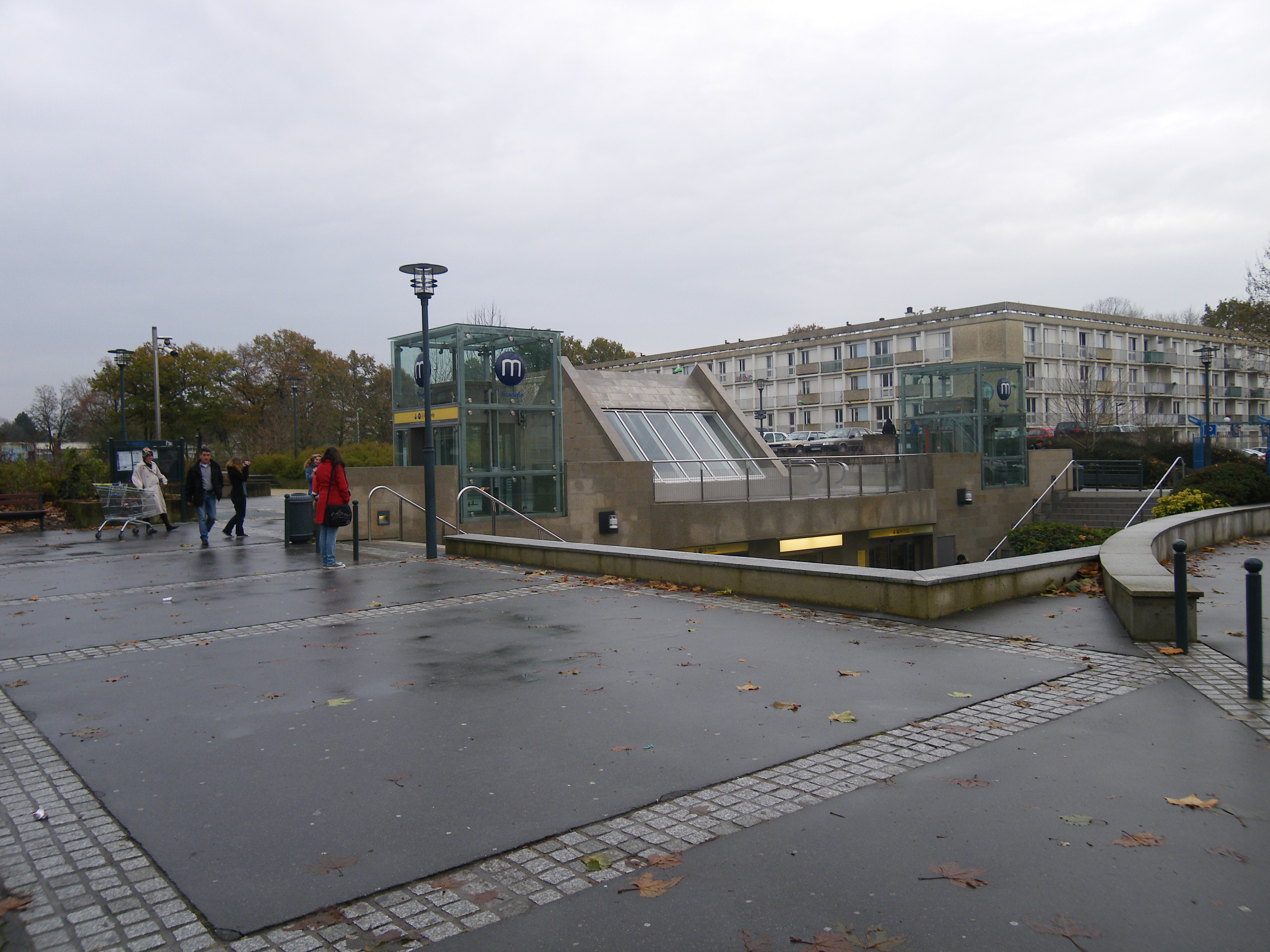
Vue depuis la rue.
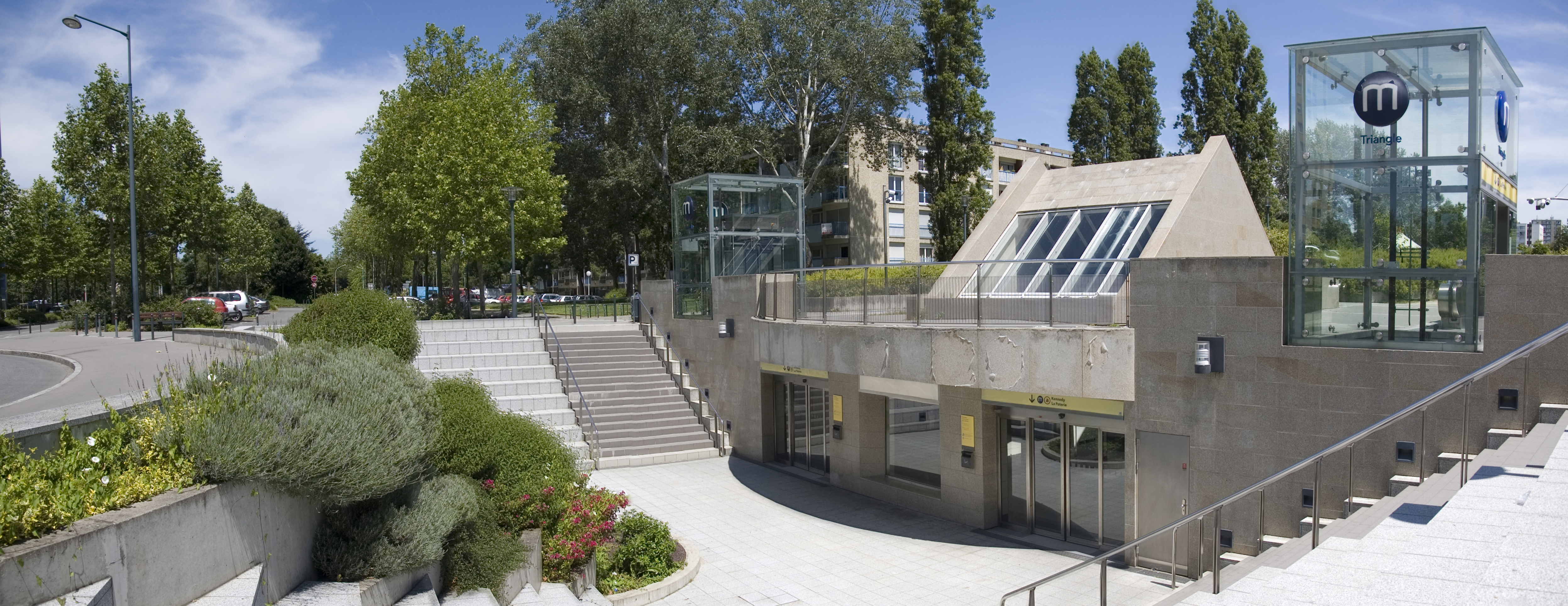
Vue panoramique.
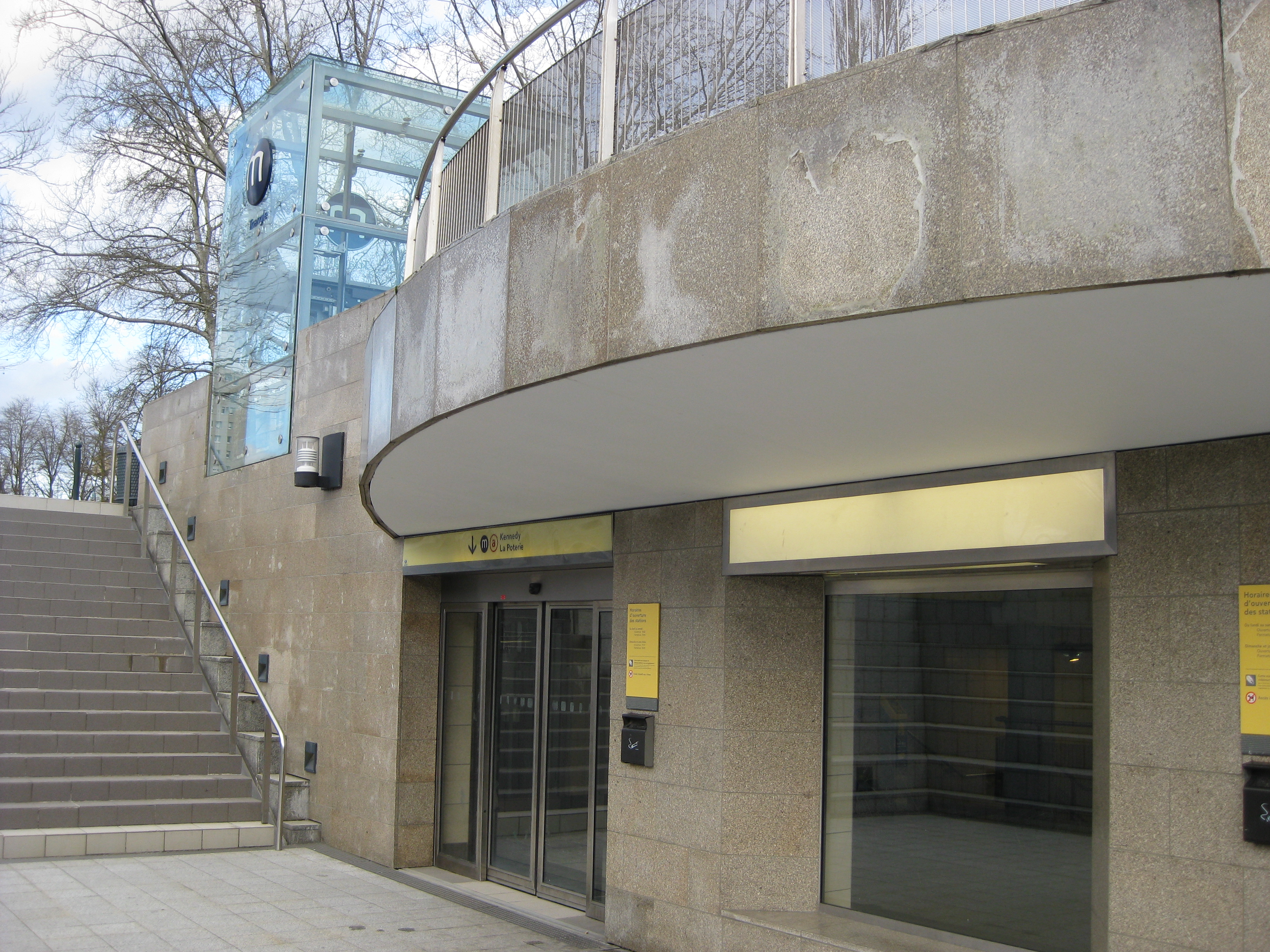
Détail d'une entrée.

### Desserte
Triangle est desservie par les rames qui circulent quotidiennement sur la ligne A, avec une première desserte à 5 h 19 (7 h 29 les dimanches et fêtes) et la dernière desserte à 0 h 41 (1 h plus tard les nuits des jeudis aux vendredis, vendredis aux samedis et des samedis aux dimanches).

### Intermodalité
Elle fait office de point de correspondance pour une partie des communes du sud de Rennes Métropole, rabattues sur la station à son ouverture, et un parc relais de 68 places non-gardienné existe à proximité de la station,,.
Elle est desservie par les lignes de bus 13, 61, 161ex et la nuit par la ligne N2.

## À proximité
La station dessert notamment :
- le centre culturel Le Triangle ;
- l'église Saint-Benoît ;
- le complexe sportif Paul-Lafargue.